# Arianta stenzii
Arianta stenzii (Rossmässler, 1835) è un gasteropode polmonato della famiglia degli Elicidi.

## Descrizione
Il corpo dell'animale è marrone, tendente al rossiccio o al giallognolo. La conchiglia, simile a quella della congenere Arianta arbustorum ma più sottile, presenta marcate striatura e puntinature gialle che spesso si fondono in bande; la periferia della conchiglia non presenta bande distinte, e l'ombelico è aperto. Le dimensioni sono di 13-18 x 21-29 mm.

## Distribuzione e habitat
La specie è documentata in Austria occidentale e Italia nord-orientale; il suo habitat sono le zone rocciose di alta montagna, sopra i 2000 metri di altitudine.

## Conservazione
La specie è minacciata dalla perdita di habitat (per lo sviluppo residenziale e commerciale, perlopiù a sfondo turistico) e dallo sfruttamento del territorio per l'allevamento e il pascolo di bestiame.